# 1. Polizei-Jäger-Brigade (Ordnungspolizei)
Die 1. Polizei-Jäger-Brigade war eine deutsche Infanteriebrigade im Zweiten Weltkrieg. Sie war die einzige im Zweiten Weltkrieg aus Einheiten der Ordnungspolizei aufgestellte Infanteriebrigade.

## Geschichte der Brigade
Die Brigade wurde im Frühjahr 1945 aus den SS-Polizei-Regimentern 8 und 50 der Ordnungspolizei nordwestlich von Stettin aufgestellt. Die Brigade war der Heeresgruppe Weichsel unterstellt. Die Einheit kam bei Wilhelmshöhe südwestlich von Stettin an der Oder, noch vor Abschluss ihrer Ausbildung und mit unzureichender Bewaffnung zum Fronteinsatz. Bei ihrem ersten Einsatz am 20. April 1945 wurde die Brigade durch die Rote Armee zerschlagen.

## Gliederung
- I. / Polizei-Regiment 50
- I. / SS-Polizei-Regiment 8 (ungar.)
- II. / SS-Polizei-Regiment 8
- 10. / III. SS-Polizei-Regiment 8
- 2 Volkssturm-Bataillone
- 2 Bau-Pionier-Kompanien
- Nachrichten-Kompanie
- Panzerjäger-Kompanie